# Bulbophyllum longimucronatum
Bulbophyllum longimucronatum é uma espécie de orquídea (família Orchidaceae) pertencente ao gênero Bulbophyllum. Foi descrita por Oakes Ames e Charles Schweinfurth em 1920.